# エニス
エニス（英: Ennis、ゲール語:  Inis （「島」の意味。Inis Cluain Ramh Fhada（ "長い漕ぎボートの草原の島"の意味）の短縮形））は、アイルランドのクレア県の町。カウンティ・タウンである。

## 地理
エニスはアイルランド中西部に位置する。リムリックの北西、ゴールウェイの南、シャノン川河口へ注ぐファーガス川(en:River Fergus)流域にあたる。

## 歴史
エニスのゲール語名"inis"は「島」を意味する単語だが、この名前はフランシスコ会修道院が建てられたファーガス川の中洲に由来する。
エニスは歴史的に、アイルランド上王ブライアン・ボルの子孫であるオブライアン家 (O'Brien) と関係が深い。12世紀に、トモンド王であったオブライアン家がリムリックの権力の座を降りて、当時島だったエニス近郊のクロンロード (Clonroad) に王宮を建てた。1240年頃、トモンド王ドナハ・オブライアン (Donnchadh O'Brien) は、当時組織化されたばかりだったアッシジのフランチェスコの信者に彼が後に寄付する土地への、大きな教会の建設を命令した。
続く数世紀は躍進の時期であった。修道士の住居が拡張され、神学を学ぶための大学に多くの学生が通った。自由に移動することのできた修道士は土地の人々の精神的なニーズを満たした。この場所はヘンリー8世により修道院解散 (en:Dissolution of the Monasteries) が行われるまで、宗教上の中心であった。
クレア県はエリザベス1世直轄のカウンティとなり、エニスはカウンティの中央に位置することとトモンド伯爵の影響からそのカウンティ・タウンに選ばれた。エニスは1610年代に自治憲章およびそれを構成する市長、自由市民、民衆、役所の職員を得た。
エニスには一度も城壁がなかったことから、刑法によってカトリック教徒が町の城壁の内側への居住を禁じられた時にリムリックから多くのカトリックの商人がやって来ることになった。そして、過去の繁栄はこの流入に多くが起因している。18世紀後半には市場町として繁栄し、この拡大は1850年前後のジャガイモ飢饉の期間を除く19世紀を通じて衰えることなく続いた。
植民地時代には、製粉所 (Mill) や裁判所といった今に残る歴史的な建造物の多くが造られた。エニスの町は多くの古い兵舎があり、最も有名なものはキルラッシュ・ロード (Kilrush road) にあるOld Military Barracksである。第一次世界大戦には、多くのパブがイギリス海軍に利用された。クレア・ロード (Clare Road) とクロンロード(Clonroad) の周辺は20世紀前半に兵士向けに建てられたテラスハウスがある。ステーション・ロード (Station Road) はジェイル・ロード (Jail Road) とも呼ばれ、一時期、刑務所があった。

### 旧市議会
17世紀頃からエニスは市議会によって統治されていた。
しかしこの市議会は、地方自治再建法2014（ウラクタスの議員立法）は、クレア県議会の権限下にあるエニス自治区 (Ennis Municipal District) の設立に伴って効果的に廃止された。

### フィアナ・フォイル共和党
政治的には、エニスはフィアナ・フォイル共和党の本拠地とされている。過去の市議会の多くはこの党の党員から構成されている。しかし2009年の地方選挙で、この党はエニス市議会における議席数を9から1に減らした。
エニス裁判所の外には、党の設立者でありアイルランド共和国大統領を2期務めた政治家エイモン・デ・ヴァレラの記念碑がたっている。

### ファーガス川
ファーガス川はエニスの真ん中を流れており、鱒鮭漁で知られている。
一時は、小型帆船がシャノン川から遡上してきてタウンセンターのウッドキー (Woodquay) で停泊していた。パーネル・ストリート (Parnell Street) とミル・ロード (Mill Road) に沿ったこの地域は決まって洪水のたびに被害を受けていたが、洪水防御システムの完成によって終止符が打たれた（ただし、2009年11月に町の別の場所で激しい洪水が発生している）。
2009年6月、"ハーモニー・ロー・ブリッジ" (Harmony Row Bridge) と名付けられた新しい歩道橋がファーガス川に架けられた。

### 人口
1841年段階で9318人まで上昇を続けていた人口は、ジャガイモ飢饉の後、19世紀後半に減少の一途をたどり、1901年に5093人まで落ち込んだ。その後再び上昇に転じ、1970年頃に1万人を、2000年頃に2万人を越えている。

## 遺産と経済
エニスは自治憲章を得る数年前の1610年に、品評会と市場を開く権利を得て、以来数世紀にわたってゆっくりながらも安定したやり方で拡大し続けた。初めは市場町としての役割を担ったが、後には製造と流通の中心となった。たくさんの商品が川を伝ってクレアキャッスル(Clarecastle)へ運ばれ、海外へ出荷された。

### 市場
エニスは歴史的に重要なマーケットタウン（中世ヨーロッパにおいて市場を開くことが許されていた都市）であり、今日においてもマーケットスクエアは、一年を通して毎週土曜日には露店が並ぶ。近年の町の小売部門の増加に伴い、市場はその伝統的な取り扱内容を農産物から主に織物と家庭用金属製品へ移した。ここ数年で市場の扱う農産物に新鮮な有機農産物が加わった。

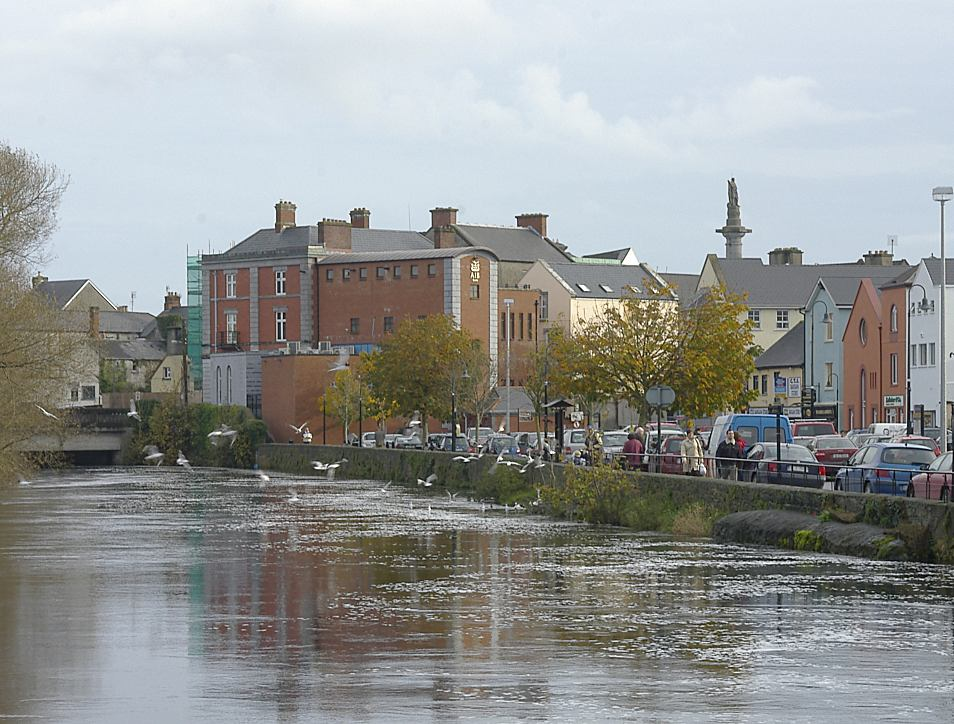
エニスを貫くファーガス川。

### 通り
タウンセンターは中世からの狭い通りと小路から構成されており、それらはこの1000年の間に造られたシンプルで優雅な構造物で覆われている。主要な大通りであるパーネル・ストリートは歩行者専用であり、他のオコンネル・ストリート (O'Connell Street) 、ビンドン・ストリート (Bindon Street) とアビー・ストリート (Abbey Street) は一方通行となっている。聖ペトロおよび聖パウロ大聖堂（The Cathedral of Saint Peter and Saint Paul、エニス大聖堂）は古いタウンセンターのはじに位置している。

### 公共サービス
エニスはクレア県の中心的な存在として機能している。エニス地域病院 (Ennis Regional Hospital) 、クレア地区警察 (Clare Divisional Garda) 本部、クレア消防団 (Clare Fire Brigade) やクレア市民警防団 (Clare Civil Defence) といった緊急時のサービスが設置されている。また、エニスは、エニス・クレアのサマリア人会 (The Samaritans Ennis and Clare)、クレアケア(Clarecare、ボランティア団体) 、聖ヴァンサン・ド・ポール会 (SVP) クレア地域本部といった多くの福祉組織が活動している。また、クレア県議会が設置されており、社会保護省も拠点を置いている。

## 交通
エニスには バスと鉄道の両方が通っており、アイルランド内の主要地に路線が通っている。また、エニスから19km、車で15分の距離にあるシャノン空港からは、ヨーロッパ・アメリカへの便が出ている。

### バス
エニスから出るバスはシャノン空港、ゴールウェイ、リムリック、コーク、ダブリンなどを往復しており、ほとんど毎時運行されている。主なバスの発着所は鉄道駅に隣接している。

### 鉄道
鉄道駅はタウンセンターから1kmの距離であり、町の東、クロンロード(Clon Road、主要国道N18につながる)の脇に位置する。
1976年にエニスを経由するリムリック-クレアモリス間の鉄道の旅客取り扱いが廃止され、クレア県はアルスター地方を除くアイルランドの地域で唯一旅客鉄道のない県になった。しかし、エニス駅の閉鎖は一時的なものであり、今はリムリックとの間で1日12本が運行されている。リムリック駅からはリムリック・ジャンクション(ティペラリー、ケア、クロンメル、キャリック＝オン＝サイア、ウォーターフォード行きと接続)経由でダブリン・ヒューストン駅、コークとマロー (キラーニーおよびトラリー行きと接続)への路線が出ている。

#### 西部鉄道回廊
西部鉄道回廊(Western Railway Corridor、アイルランド西部の廃線区間)のうちエニスの北側(アゼンリー経由ゴールウェイ行き)が、1日5往復運行で2010年3月30日に運行再開された。次のフェーズであるチュアム経由クレアモリス間は当初2014年の再開が予定されていたが、事業仕分けを受けている。

#### 西クレア鉄道（廃線）
エニスはかつて、エニスティモン、ミルタウン・マーベイやその先の西クレアの海岸線の町や村を結んでいた狭軌線鉄道である西クレア鉄道(West Clare Railway)の始発点だった。駅舎は、現在も運行されているイルンロード・エールン(Iarnród Éireann)と同じエニス駅を共用していた。この路線はアイルランド交通グループ(Córas Iompair Éireann、CIÉ)の最後の狭軌線鉄道であり、1950年初めから半ばにかけて新しいディーゼル車が投入されたにもかかわらず、1961年に廃止された。

## 教育
エニスの初等学校はエニス国民学校(1897年、Formerly Boys National Schoolとして設立)、クラウリー国民学校、マイケル・キューザック・ゲール学校(Gaelscoil Mhichíl Cíosóg)、聖家族スクール(Holy Family School)、エニス・クリスチャン・ブラザー・スクール(Ennis C.B.S.)、1998年に開校した多宗教のエニス相互教育国民学校(Ennis Educate Together National School)がある。
中等教育学校は、ライス・カレッジ(Rice College)、エニス・コミュニティ・カレッジ(Ennis Community College)、Coláiste Muire(メアリー・カレッジ)、聖フラナン・カレッジ(St. Flannan's College)、クレア・ゲールカレッジ(Gaelcholaiste an Chláir)がある。
中西部ビジネスマネジメントトレーニング(Mid-West Management Training)はQQI(Quality and Qualifications Ireland、2012年にFETAC(Further Education and Training Awards Council)から改組)の認証を受けた継続教育機関であり、全国資格フレームワーク(NFQ: National Framework of Qualifications)のレベル6への教育を行っている。
エニス・ビジネス・カレッジ(Ennis Business College)はエニスの高等教育機関の1つである。

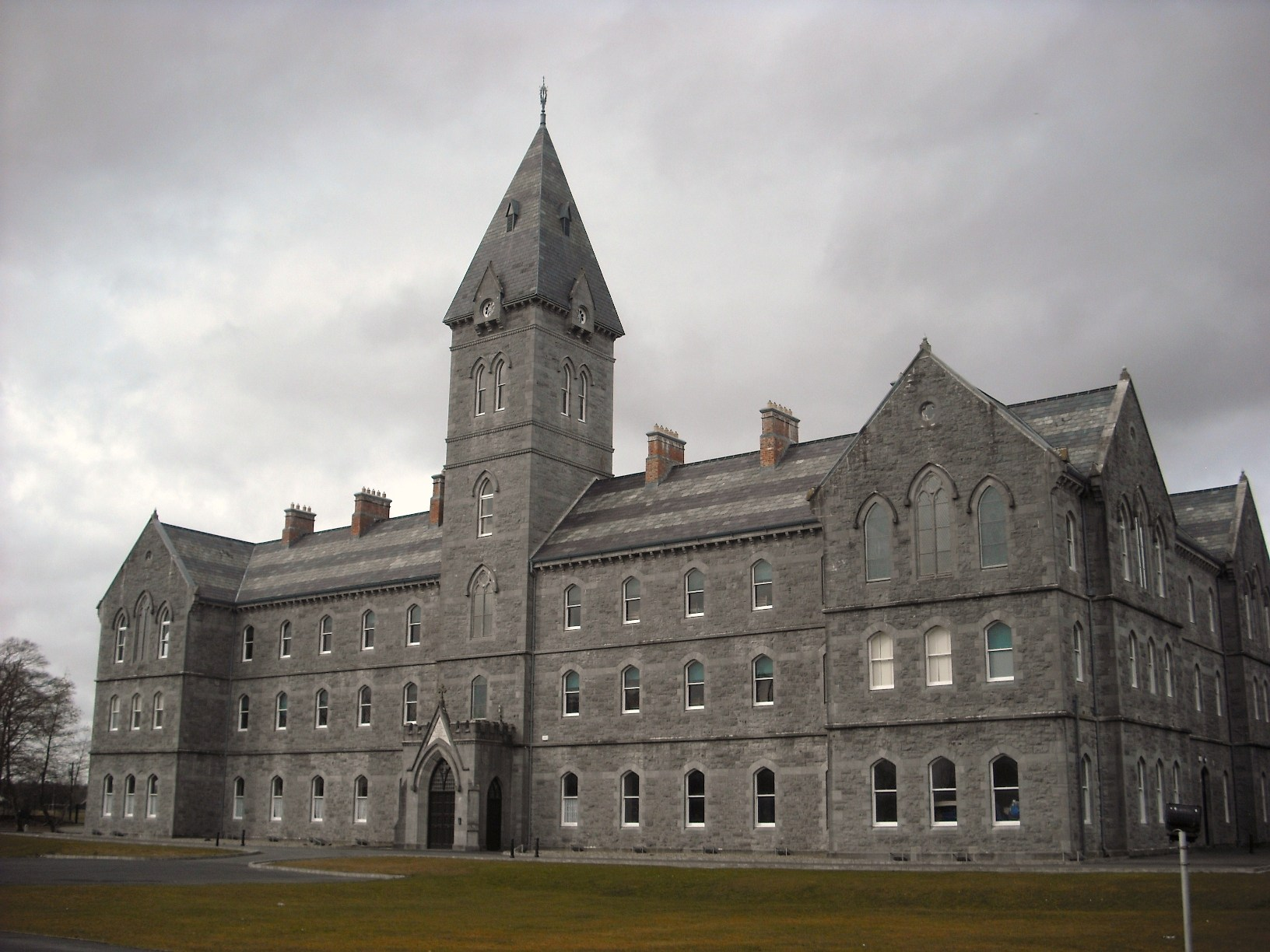
現存する中ではアイルランドで最も古い校舎の1つである聖フラナン・カレッジ。

## 文化
エニスは伝統音楽の本拠地である。多くのミュージシャンが住んでおり、日常的に地元で演奏を行っている。
1974年以降毎年5月に、フラー・キョール（Fleadh Cheoil）に次ぐ全国規模のアイルランド伝統音楽のフェスティバルであるフラー・ヌア（Fleadh Nua、フレア・ヌーア）が開催されている。また、例年11月には同じく伝統音楽のフェスティバルであるエニス・トラッド・フェスティバル(Ennis Trad Festival)が開催される。
毎年3月第1週の週末には、エニス・ブック・クラブ・フェスティバル(The Ennis Book Club Festival)がクレア県図書館(Clare County Library)と連携して開かれており、アイルランド各地の読者と作家を惹きつけている。
タウンセンターにあるグローア劇場では、コンサートやイベントが開催されている。

## スポーツとレジャー
キューザック・パークはクレア県におけるゲーリック体育協会 (GAA、Gaelic Athletic Association)のメインスタジアムであり、タウンセンターのフランシス・ストリートに位置している。エニスは非常に多くのフットボールクラブ(サッカー、GAA、ラグビー)があり、子供から大人までが様々なリーグで楽しんでいる。
エニスはリーズ・ロード・パーク(Lees Road Sports and Amenity Park、後述)、子供の遊技場を備えたフェアー・グリーン(Fair Green)、多数のフットボール競技場を含む多くのスポーツ施設がある。
エニス・レジャー・センターは25mプール、サウナなど充実した設備のジムを持っている。エニス周辺には、スポーツ・ジムや15～20mのプールなど自前のレジャー設備を備えたホテルがいくつもある。

### リーズ・ロード・パーク
リーズ・ロード・パーク(The Lees Road Sports and Amenity Park)は、タウンセンターからちょうど1kmのところにあり、134エーカー (54 ha)の広さで森林と競技場から構成されている。広い駐車場があり、中心の建物には現代の更衣室、シャワー、トイレを完備している。利用できる主な設備は、4つの従来型の競技場、1つの全天候型投光照明つき競技場、投光照明つき 400 m (1,300 ft) 総合陸上競技用トラックと、クロスカントリー用のトラックがある。その他、子供の遊び場と、スケートボード場がある。また、森林部分には遊歩道と登山道がある。

## 姉妹都市
- フェニックス（アメリカ、アリゾナ州）[14][15]

中等教育学校の4、5年目の学生を対象として毎年夏平均して4人がフェニックス・ユース大使プログラム(Phoenix Youth Ambassador Program)に参加する。このプログラムはフェニックス市姉妹都市委員会(city of Phoenix twinning committee)とエニス商工会議所(Ennis Chamber of Commerce)が支援している。
- サン＝ポール＝ド＝フェヌイエ（フランス、ラングドック＝ルシヨン地域圏）[16]

- クレア(オーストラリア、南オーストラリア州)

- クレア(アメリカ、ミシガン州)

## Information Age Town
1997年9月、エニスはアイルランドで最初かつ唯一のInformation Age Townになり、プロジェクトの1500万アイルランドポンドもの投資によってIT化が進められた。4200台のコンピュータが住民に提供され、すべての学校にコンピュータ教室が作られ、すべての初等学校の教室にコンピュータが配備された。この結果、年配の住民がコンピュータの使い方を習得する機会を得ることができた。このプロジェクトはエニスにアイルランドで初めての高速ISDN回線基盤を与え、町の全てのビジネスが相互接続された。エニスはVISAキャッシュカードの試験導入地域にもなり、地域の店でChip&PINカード(従来の磁気型に代わるPINコードつきのIC型カード)と小銭で商品を購入できるようになった。プロジェクトへの資金提供は 2000年に終了した。

## きれいな町
2012年と2013年、エニスはその年のきれいな町 (Tidy Towns)のLarge Urban Centre部門に認定された。

## ギャラリー

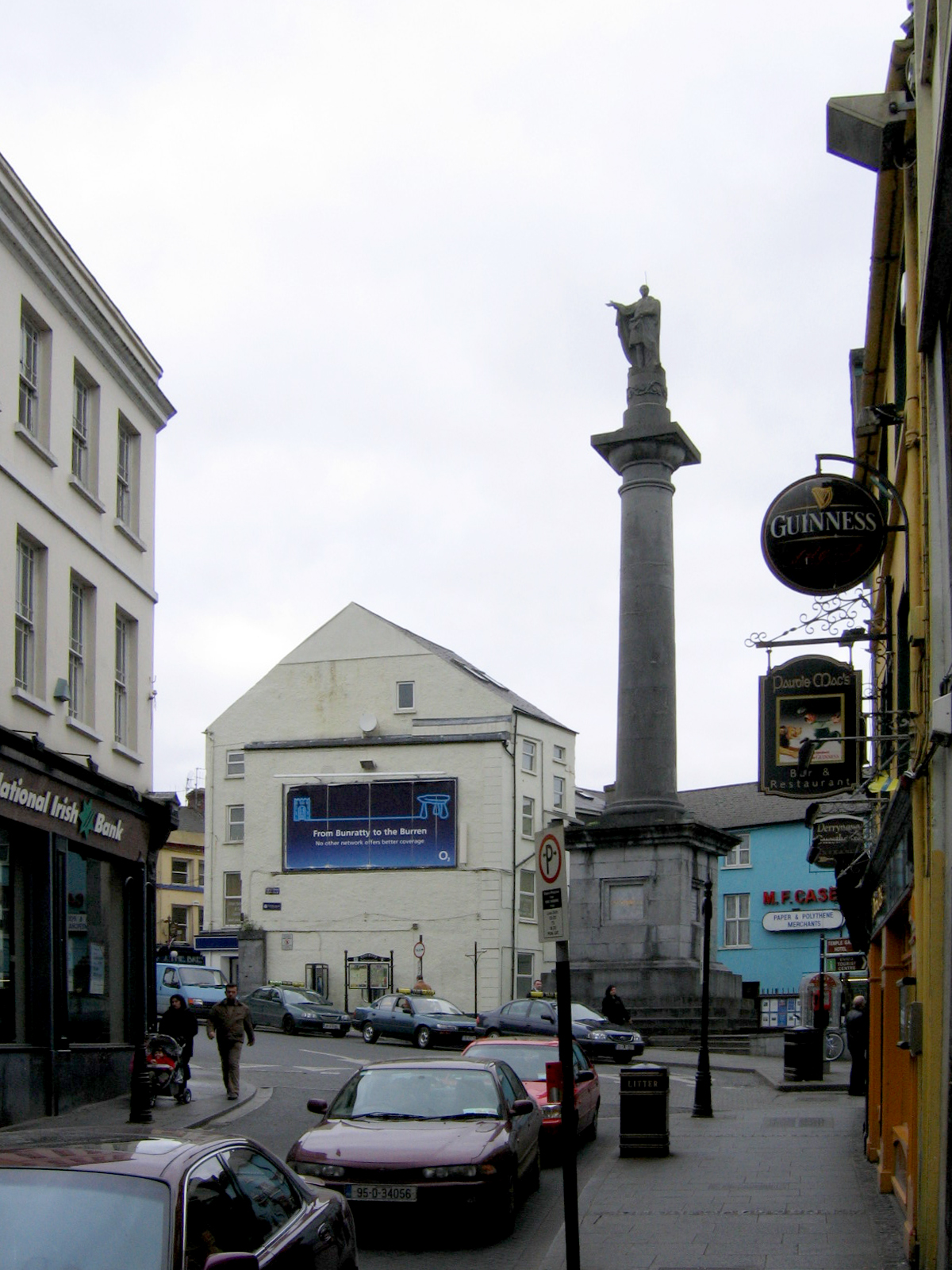
アイルランドの国民的英雄ダニエル・オコンネルの記念碑。1828年にクレア選挙区 補欠選挙で当選した古い裁判所の跡地にあたるオコンネル・スクエア(O'Connell Square)にあり、高い円柱の上に銅像が設置されている。
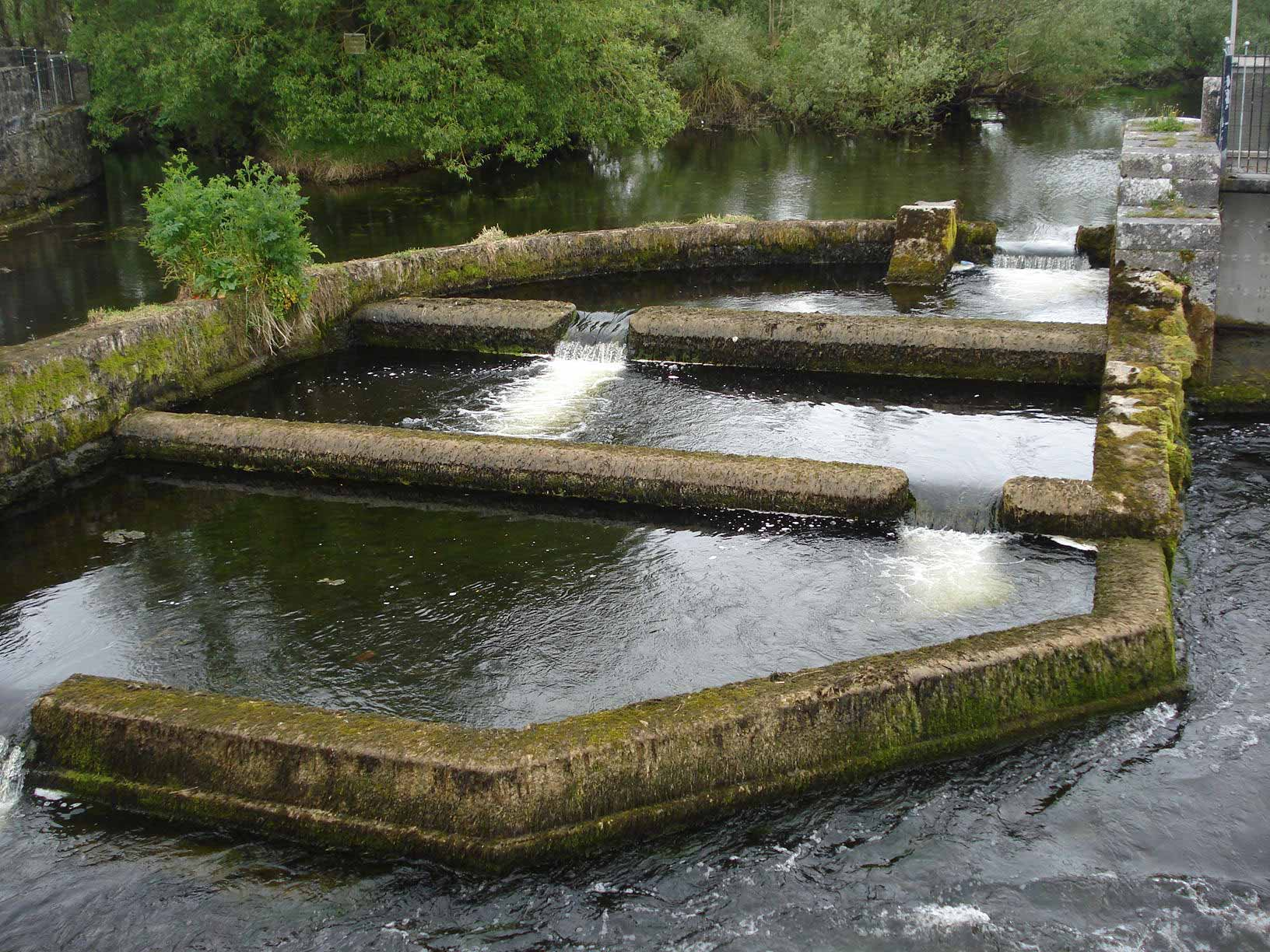
ファーガス川の魚道。
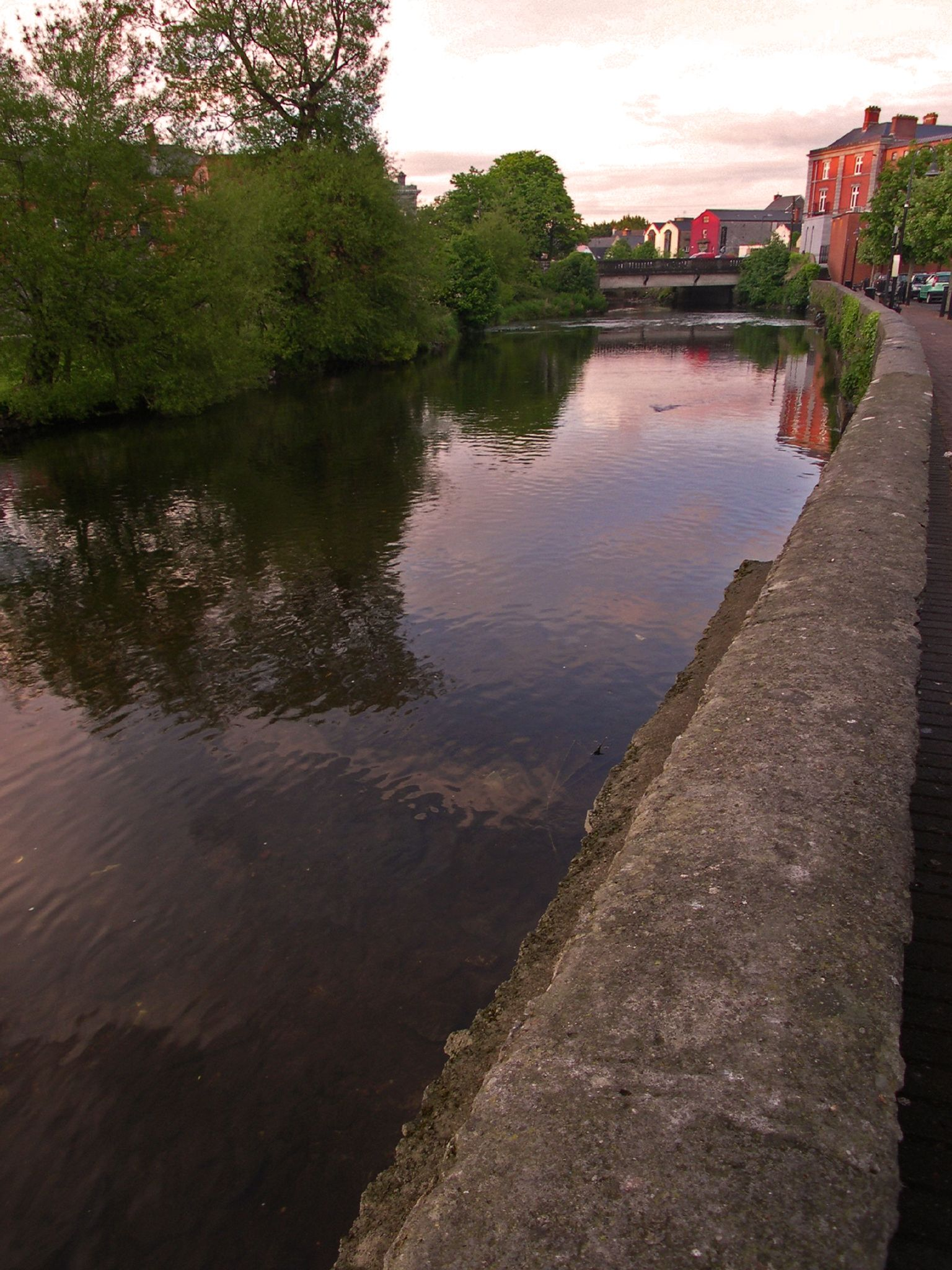
エニスを通るファーガス川の流れ。
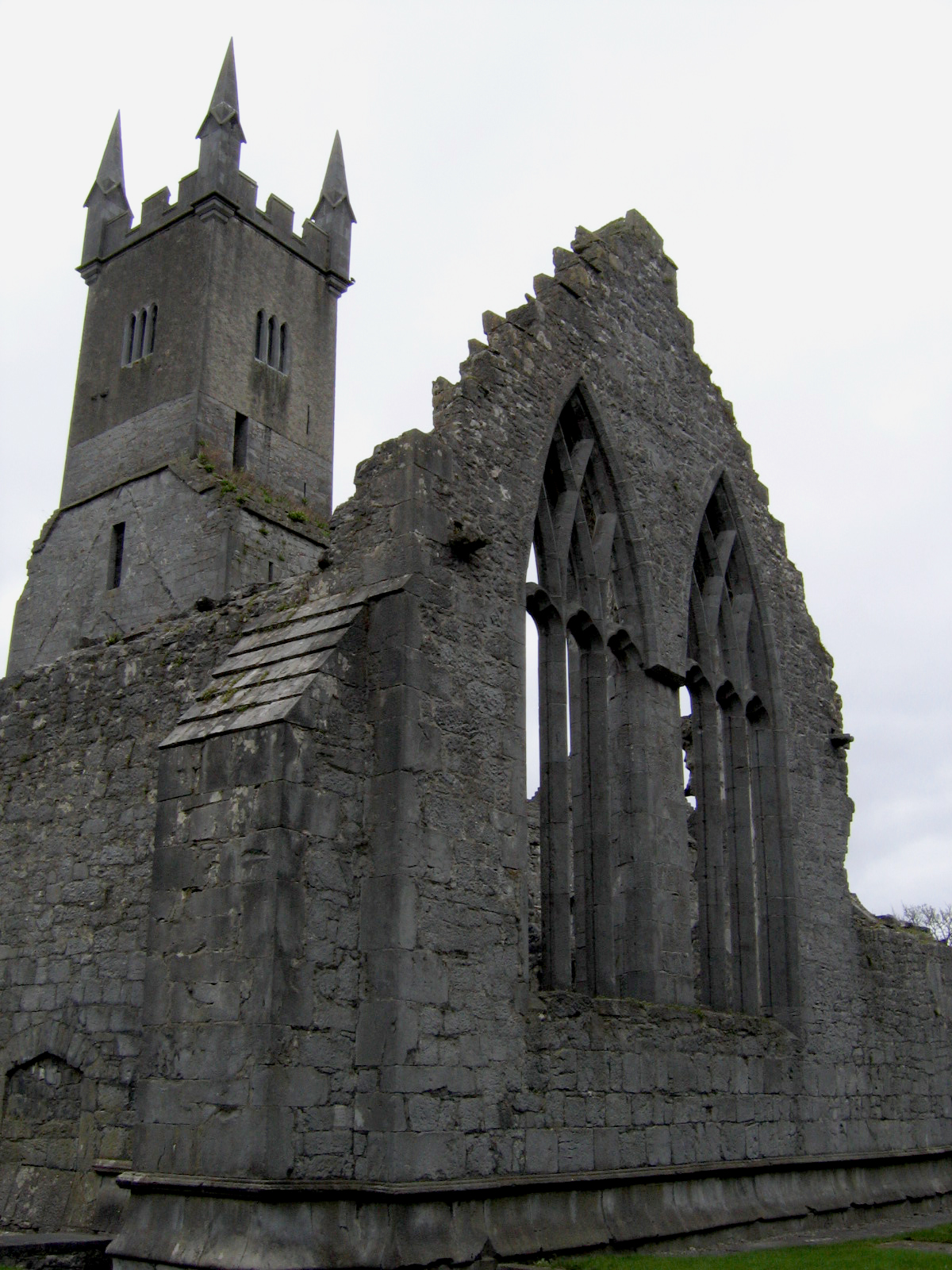
エニス修道院(Ennis Friary、1242年建築)。
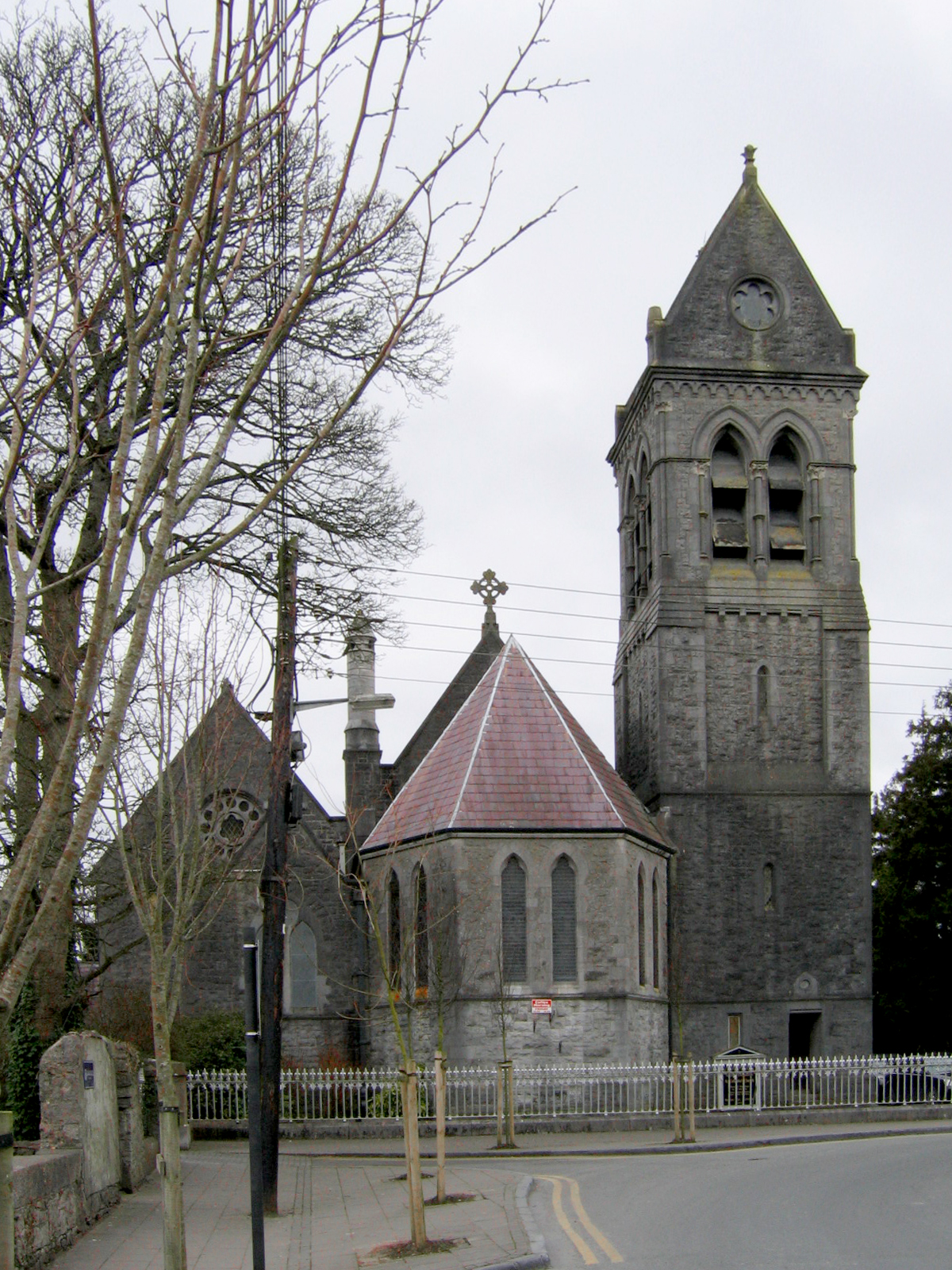
聖コルンバ教会.議員立法による1871年施行の国教廃止に伴い、自分自身で立ち去った多くのプロテスタントの労働者の解雇が進む中で、アイルランド国教会は財産や司教館の多くを手放した。しかしながら裕福なプロテスタントのウィリアム・マーフィー(William Murphy)は、このしゃれた教会の建設のためにタウンセンターの外にある土地を寄付した。

## 関連人物
- モハメド・アリ
ボクサーでありスポーツの偶像。曽祖父のエイブ・グレイディ(Abe Grady)がエニス出身である[18][19]2009年に名誉市民に選ばれてエニスを訪れた[20][21][22]。
- ハリエット・スミスソン
女優。フランスの作曲家ベルリオーズの最初の妻として知られる。
- ダニエル・オコンネル
19世紀の政治家。1829年のカトリック教徒解放令の功績から、"解放者"(Liberator)と呼ばれている。
- en:James Bartholomew Blackwell

フランス革命軍の兵士。
- en:Thomas Dermody
18世紀の詩人。
- Michael Enright
民主左翼の政治家。
- en:Kelly Gough
女優。
- en:Kieran Hanrahan
ラジオの司会者でありテナーバンジョー奏者。14歳の時にオール＝アイルランド・チャンピオンシップを獲得している。
- en:Maeve Kelly
小説家。
- en:Des Lynam
テレビ司会者。
- en:Sean Matgamna
トロツキスト。
- ウィリアム・マルレディ
19世紀の画家。
- en:Máiréad Ní Ghráda
脚本家/詩人。
- モーラ・オコンネル(Maura O'Connell)
歌手。
- en:Tomás O'Maoldomhnaigh
写実主義の画家。
- マーク・オハロラン(Mark O'Halloran)
映画脚本家。
- en:Dara O'Kearney
ウルトラマラソン選手。トランプゲームポーカーのプロ。
- マーカス・パターソン(Marcus Paterson)
著名な18世紀の法律家/政治家。アイルランド民事最高裁判所長官を務めた。
- ジョニー・パターソン(Johnny Patterson)
19世紀の歌手/作曲家(近くの村フィークルで生まれたがエニスで育った)。
- en:Stephen Woulfe
自由党政治家。1836年にアイルランド法務次官、次いで1838年にアイルランド司法長官。カトリック教徒として初めてアイルランド財務省長官になった。

## 文化作品への引用
- ジェイムズ・ジョイスの小説ユリシーズ[23]
- イギリスの歌手ダイドの歌"Isobel"
- ケルティック・ウーマンの歌"At The Ceili"

## タウンランドと行政区
行政区(Civil parish)は、アイルランドで古くから使われる土地の単位(parishとは言っても現代の教区とは無関係)であり、タウンランド(Townland)は行政区よりもさらに細かいアイルランドの行政区画の最小単位である。エニスの町はドゥーラ、ドラムクリフ、en:Kilraghtisとテンプルマレーといった複数の行政区にまたがって位置している。各行政区におけるタウンランドは以下のとおり。
- ドゥーラ(Doora)
Ballaghboy、Bunnow、Gaurus、Knockanean
- ドラムクリフ(Drumcliff)
Cahircalla Beg、Cahircalla More、Claureen、 Cloghleagh、Clonroad Beg、Clonroad More、Drumbiggil、Drumcliff、Lifford、Loughvella、Shanvogh
- Kilraghtis
Roslevan
- テンプルマレー(Templemaley)
Ballycorey、Cappahard、Dulick、Knockaderry、Knockanoura